# 蔣雍植
蒋雍植（1720年—1770年），字秦树，号渔村，安徽懷寧皖口（今山口乡）人，清代翰林、史学家。 
自幼能辨四声，通《毛诗》，人称神童。乾隆十六年（1751年）帝親赐举人，授内阁中书。乾隆二十六年（1761年）二甲第一名进士，選庶吉士，授翰林院编修。著有《平定准噶尔方略》、《待园诗文集》等書。